# نيكولا رابويل
نيكولا رابويل (بالفرنسية: Nicolas Rabuel) (15 يناير 1978 في بورغ-أون-بريس) لاعب كرة قدم فرنسي يلعب حاليا لصالح نادي الدرجة الثانية بولوني الفرنسي في خط الدفاع .

## روابط خارجية
- نيكولا رابويل على موقع قاعدة بيانات كرة القدم.إي يو (الإنجليزية)
- نيكولا رابويل على موقع ليكيب (الفرنسية)
- نيكولا رابويل على موقع عالم كرة القدم.نت (الإنجليزية)
- نيكولا رابويل على موقع كووورة